# Listă de actori - L
|  | Listă de actori \| \| Listă de actori - L \| Liste alfabetice de actori și actrițe \| Listă de actrițe A - B - C - D - E - F - G - H - I - J - K - L - M - N - O - P - Q - R - S - T - U - V - W - X - Y - Z |

## Actori - L
| - Alan Ladd (1913 - 1964) - Bernd Michael Lade (* 1964) - Christopher Lambert (* 1957) - Günter Lamprecht (* 1930) - Burt Lancaster (1913 - 1994) - Martin Landau (* 1931) - Michael Landon (1936 - 1991) - Frank Langella (* 1940) - Fritz Lang (1890 - 1976) - Michl Lang (1899 - 1979) - Dieter Laser (* 1942) - Charles Laughton (1899 - 1962) - Tom Laughlin (* 1931) - Stan Laurel (1890 - 1965) - Hermann Lause (1939 - 2005) - Heiner Lauterbach (* 1953) - John Phillip Law (* 1937) - Jude Law (* 1972) - Peter Lawford (1923 - 1984) - George Lazenby (* 1939) | - Matt LeBlanc (* 1967) - Heath Ledger (1979-2008) - Stanislav Ledinek (1920 - 1969) - Brandon Lee (1965 - 1993) - Bruce Lee (1940 - 1973) - Christopher Lee (1922 - 2015) - Spike Lee (* 1956) - Jean Lefebvre (1922 - 2004) - Manfred Lehmann (* 1945) - Jack Lemmon (1925 - 2001) - Philippe Leroy (* 1930) - Jared Leto (* 1971) - Al Lettieri (1928 - 1975) - Dany Levy (* 1957) - Al Lewis (* 1910) - Geoffrey Lewis (* 1935) - Jerry Lewis (* 1926) - Jan Josef Liefers (* 1964) - Karl Lieffen (1926 - 1999) - Theo Lingen (1903 - 1978) - Alex D. Linz (* 1989) - Ray Liotta (* 1955) - Delroy Lindo (* 1952) | - John Lithgow (* 1945) - Christopher Lloyd (* 1938) - Harold Lloyd (1893 - 1971) - Norman Lloyd (* 1914) - Klaus Löwitsch (1936 - 2002) - Robert Loggia (1930 - 2015) - Peter Lohmeyer (* 1962) - Herbert Lom (* 1917) - Michael Lonsdale (* 1931) - Loriot (* 1923) - Peter Lorre (1904 - 1964) - Hanns Lothar (1929 - 1967) - Rob Lowe (* 1964) - Siegfried Lowitz (1914 - 1999) - Fabrice Luchini (* 1951) - Günther Lüders (1905 - 1975) - Bela Lugosi (1882 - 1956) - Paul Lukas (1887 - 1971) - John Lurie (* 1952) - Paul Lynde (1926 - 1982) |

## Actrițe
|  | Listă de actrițe \| \| Listă de actori \| Liste alfabetice de actori și actrițe \| Listă de actrițe A - B - C - D - E - F - G - H - I - J - K - L - M - N - O - P - Q - R - S - T - U - V - W - X - Y - Z |